# You Got the Love
You Got the Love is een nummer van de Britse producer The Source, ingezongen door de Amerikaanse zangeres Candi Staton.
"You Got the Love" werd oorspronkelijk uitgebracht in 1986, maar werd toen geen hit. Toen het lied in 1991 werd geremixt, werd het wel succesvol in het Verenigd Koninkrijk, waar de 4e positie gehaald werd. In Nederland moest het nummer het toen met een 12e positie in de Tipparade stellen. 
Zes jaar later, in 1997, werd het nummer opnieuw geremixt. Deze versie werd een nog grotere hit dan de remix uit 1991. Het bereikte de 3e positie in het Verenigd Koninkrijk, en de 25e in de Nederlandse Top 40. Ook in Vlaanderen reikte de remix tot de hitlijsten, maar daar bleef het steken op een 3e positie in de Tipparade.
In 2014 werd het nummer gebruikt in een reclame voor Coca-Cola, waarin het werd gezongen door een kinderkoor.

## Hitlijsten
| Single met eventuele hitnotering(en) in de Nederlandse Top 40 | Datum van verschijnen | Datum van binnenkomst | Hoogste positie | Aantal weken | Opmerkingen                 |
| ------------------------------------------------------------- | --------------------- | --------------------- | --------------- | ------------ | --------------------------- |
| You Got the Love (Erens Bootleg Mix)                          | 1991                  |                       | tip12           |              |                             |
| You Got the Love (Now Voyager Mix)                            | 1997                  | 26-04-1997            | 25              | 5            | Nr. 37 in de Single Top 100 |
| You Got the Love (New Voyager Radio Edit)                     | 2006                  | 04-03-2006            | 8               | 16           | Dancesmash op Radio 538     |

## Florence and the Machine
In 2009 werd het nummer gecoverd door de Britse indierockband Florence and the Machine onder de naam You've Got the Love, als de vijfde single van hun debuutalbum Lungs.
De cover is korter dan het origineel. Frontvrouw Florence Welch coverde "You Got the Love" omdat het naar eigen zeggen één van haar favoriete platen ooit was. De versie van Florence and the Machine groeide uit tot een favoriet onder de fans van de band en wordt op bijna elk optreden gezongen. Toen de band in 2008 hun versie voor het eerst speelde op het Engelse festival Bestival, viel het meteen in de smaak bij het publiek, wat Welch een euforisch gevoel gaf. De cover werd in diverse landen een hit en overtrof in sommige landen het origineel. In het Verenigd Koninkrijk bereikte het de 5e positie. De Nederlandse hitlijsten werden niet gehaald, maar in de Vlaamse Ultratop 50 haalde het nummer een bescheiden 25e positie.
Later werd de uitvoering van Florence and the Machine nog gecoverd door onder andere Kasabian en The xx.
President Barack Obama voegde de cover in 2012 toe aan zijn Spotify-lijst.

### NPO Radio 2 Top 2000
| Nummer met noteringen in de NPO Radio 2 Top 2000 | '23  | '24  |
| ------------------------------------------------ | ---- | ---- |
| You Got the Love                                 | 1739 | 1573 |

1. ↑  Een vetgedrukt getal geeft de hoogste notering aan.
2. ↑  2023 was het eerste jaar met een notering voor dit nummer.